# Bathyergus suillus
Bathyergus suillus és una espècie de mamífer rosegador de la família de les rates talp. És endèmica de Sud-àfrica. Es tracta d'un animal solitari de vida subterrània. Els seus hàbitats naturals són la sorra de les costes, la terra franca a la vora del mar i les sorres al·luvials de les ribes de rius. Es creu que no hi ha cap amenaça significativa per a la supervivència d'aquesta espècie, tot i que se la considera una plaga i s'han pres mesures per reduir-ne la població.